# Hans Pützfeld
Hans Pützfeld (Dortmund, 30 de gener de 1911) fou un ciclista alemany, professional des del 1931 fins al 1939. Va combinar tant el ciclisme en pista com en ruta.

## Palmarès en ruta
- 1938
  - Vencedor d'una etapa a la Volta a Alemanya

## Palmarès en pista
- 1934
  - 1r als Sis dies de Copenhaguen (amb Willy Funda)